# Пенкьовска планина
Пенкьовска планина е планина в Западна България, във физикогеографската област Краище, области Перник и Кюстендил, част от Руйско-Верилската планинска редица.
Планината има форма на латинска буква „L“. Дължината ѝ е около 25 км, а ширината – 3 – 4 км. На север седловина висока 1049 м в района на махала Кошарци (част от село Лева река) я свързва с Еловишка планина. На запад, югозапад и юг долината на Треклянска река (десен приток на Струма) я отделя съответно от планините Кървав камък, Кобилска и Земенска, а на изток долината на река Явор (Пенкьовска, ляв приток на Треклянска река) – от планините Ерулска и Рудина. Най-високата ѝ точка връх Конски връх (1187,1 м) се издига в южната ѝ част, източно от село Трекляно. Малко по-нисък (1169 м.), но със същия кръгозорен изглед е и връх Шильоко, за изкачването на който изходен пункт е с. Пенкьовци.
Уникалното за Пенкьовска планина е наличието на билен ръб, какъвто няма в друга българска планина. По него може да се изминат повече от 20 км, като разликите в надморските височини (денивелацията) при слизане и изкачване са в диапазон 100 м. Планината е изградена от мергели, пасъчници, варовици, гнайси.
Изградена е от метаморфни скали – гнайси, шисти, амфиболити. Преобладаващите почви са излужените канелени горски, върху които са разпространени редки широколистни гори.

## Климат
Зимата е студена, лятото е прохладно, преобладаващи са западните и северозападните ветрове, максимумът на валежите е през май-юни, минимумът – през февруари. Условията са подходящи за излети през всички сезони.

## Флора
Растителната покривка е представена от широколистни видове от рода дъб (цер, благун, гурун). Има и гори с преобладаване на габър, а по високите части - бял бор. Билото е голо и е заето от тревни формации, хвойна, трънка. Основен тип почви са излужените канелени горски почви.

## Фауна
Животинският свят на планината не е проучван специално. Тук са установени горски гущер, стенен гущер, черен кълвач, зелен кълвач, сойка, черен дрозд (кос), буков певец, щиглец, дългоопашат синигер, обикновена чинка, кукувица, от пеперудите - голям полумесец, белянки, синевки и др.

## Църкви и манастири
- Средновековна църква „Св. Николай Мирликийски“[2]
- Манастир „Св. Петка“
- Манастир „Св. Четиридесет мъченици“
- Манастир при с. Косово

В подножията на планината, по долините на двете ограждащи я реки са разположени 11 села.
- Област Перник – 8 села: Дивля, Докьовци, Долна Мелна, Дълга лука, Калотинци, Лева река, Пенкьовци и Раянци;
- Област Кюстендил – 3 села: Габрешевци, Косово и Трекляно.

По източното и южното ѝ подножие преминават участъци от 2 пътя от Държавната пътна мрежа:
- По южното подножие, между селата Калотинци и Габрешевци, на протежение от 7,4 км – участък от третокласен път № 623 Дупница – Бобовдол – Земен – Габрешевци.
- От север на юг, по долината на река Явор (Пенкьовска), през през планината и по долината на Треклянска река, между селата Докьовци и Габрешевци, на протежение от 23 км преминава участък от третокласен път № 637 Трън – Трекляно – Драговищица. Участъкът от пътя, който пресича планината, между селата Пенкьовци и Трекляно не е изграден и представлява полски (горски) път.

## Топографска карта
- Лист от карта K-34-46. Мащаб: 1 : 100 000.
- Лист от карта K-34-58. Мащаб: 1 : 100 000.